# Grafo arricchito
In teoria dei grafi il termine grafo arricchito viene usato per indicare genericamente strutture relazionali che possono vedersi come arricchimenti delle strutture delle specie dei grafi non orientati e dei digrafi.

## Casistica
In particolare si considerano le seguenti specie di strutture
- Digrafo colorato, digrafo a ciascun vertice del quale è assegnato un colore, cioè una informazione distintiva.
- Grafo colorato, grafo non orientato a ciascun vertice del quale è assegnato un colore, cioè una informazione distintiva.
- Digrafo e grafo con i collegamenti valutati, cioè caratterizzati da valori numerici (distanze, portate, resistenze, tempi di percorrenza, ...)
- Pluridigrafo, struttura equivalente ad una famiglia di digrafi
- Plurigrafo, struttura equivalente ad una famiglia di grafi non orientati
- Multidigrafo, struttura caratterizzata da un insieme di vertici e da una famiglia di coppie di vertici (archi), con la possibilità che tra due vertici si abbiano più archi.
- Multigrafo, struttura caratterizzata da un insieme di vertici e da una famiglia di spigoli relativi a tali vertici, con la possibilità che tra due vertici si abbiano più spigoli e che su un vertice si abbiano più cappi.
- Rete di trasporto, digrafo con archi valutati e con vertici caratterizzati da una portata positiva o negativa (sorgenti e inghiottitoi)
- Grafo di voltaggio
- Riconoscitore di Rabin-Scott, pluridigrafo con nodi differenziati in due modi, nodi iniziali e nodi finali.

## Osservazione sulla terminologia e sulle notazioni
Queste strutture vengono definite in modi diversi e chiamate con nomi diversi; sulle definizioni e sui termini non c'è un vasto accordo. In effetti di queste strutture si possono dare molteplici varianti; inoltre molte di esse vengono introdotte come modelli di sistemi che rivestono interesse applicativo e che spesso sono studiati in ambienti poco interessati a visioni sistematiche della matematica discreta e della informatica teorica.
Negli articoli sulla teoria dei grafi di questa enciclopedia si cerca di stabilire una terminologia che contribuisca a dare chiarezza complessiva al settore. Alcuni termini proposti compaiono nella casistica precedente.
Per una chiarezza complessiva vengono inoltre usati alcuni simboli particolari per individuare specie di strutture, trasformazioni e morfismi di queste strutture. Essi verranno elencati in una pagina apposita.